# Gruppo primario
In teoria dei gruppi, dato un numero primo {\displaystyle p}, si definisce un {\displaystyle p}-gruppo come un gruppo i cui elementi hanno tutti un periodo che è una potenza di {\displaystyle p}. In altre parole, per ogni elemento {\displaystyle g} del gruppo esiste un intero non negativo {\displaystyle m} tale che {\displaystyle g} elevato alla potenza {\displaystyle p^{m}} coincide con l'unità del gruppo stesso. Un tale gruppo si dice anche {\displaystyle p}-primario, o semplicemente primario.
Per un gruppo finito G richiedere che sia un p-gruppo equivale a chiedere che l'ordine di G, cioè il numero dei suoi elementi, sia una potenza del numero primo p.
Sappiamo che i gruppi primari finiti godono di molte proprietà. Uno dei primi risultati standard, ottenuto servendosi della equazione delle classi di coniugio afferma che il centro non può ridursi alla sola unità, cioè al sottogruppo banale. Più stringentemente si dimostra che ogni gruppo primario finito è sia nilpotente che risolubile.
Due gruppi primari dello stesso ordine non sono necessariamente isomorfi; ad esempio il gruppo ciclico C4 e il gruppo di Klein V4 sono entrambi 2-gruppi di ordine 4, ma non sono isomorfi. Molti gruppi primari non sono abeliani: il gruppo diedrale D4 è un 2-gruppo non abeliano.
Ogni gruppo finito non banale contiene un sottogruppo che è un gruppo primario. Questo è assicurato dai teoremi di Sylow.
In senso asintotico, si ritiene comunemente che quasi tutti i gruppi finiti siano gruppi primari, anzi che quasi tutti i gruppi finiti siano 2-gruppi. Infatti se si denota con F(n) la funzione che ad ogni intero positivo n associa il rapporto tra il numero dei 2-gruppi non isomorfi di ordine al più n con il numero di tutti i gruppi non isomorfi di ordine al più n, tale funzione sembra essere monotona crescente e tendente ad 1. A titolo esemplificativo dei 49 910 529 484 gruppi non isomorfi di ordine al più 2000, ben 49 487 365 422 sono 2-gruppi e dunque F(2000)>0,9915.
Diamo ora un esempio di gruppo primario infinito. Denotato al solito con p un numero primo, chiamiamo G l'insieme dei numeri razionali della forma m/pn con m ed n numeri interi naturali tali che m < pn. G è chiuso rispetto alla somma modulo 1, questa operazione è commutativa e invertibile e il numero 0 è il suo elemento neutro. G munito della somma modulo 1 costituisce un p-gruppo infinito e abeliano. Ogni gruppo isomorfo a G viene chiamato p∞-gruppo. I gruppi di queste classi di isomorfismo svolgono un ruolo importante nella classificazione dei gruppi abeliani infiniti.
La classe dei p∞-gruppi può essere utilmente rappresentata dal sottogruppo moltiplicativo di C \ {0} costituito da tutte le pn-esime radici dell'unità con n intero naturale arbitrario.

Un altro possibile rappresentante dei p∞-gruppi è il limite diretto dei gruppi Z / pnZ rispetto agli omomorfismi Z / pnZ → Z / pn+1Z che sono indotti dalla moltiplicazione per p.